# Lionel Laslaz
Lionel Laslaz, né le 3 juillet 1975, est un géographe français.

## Biographie
Lionel Laslaz naît le 3 juillet 1975.
Maître de conférences en géographie à l'université de Savoie (devenue l’université Savoie-Mont-Blanc en 2015) et directeur du département de géographie de cette université depuis septembre 2010 (après avoir été directeur adjoint de juin 2008 à septembre 2010), il est responsable de l'organisation des Rencontres professionnelles des Géographes de Savoie et coordinateur au sein du département de géographie de l'université de Savoie du projet Développer la géographie en Pays de Savoie (reposant notamment sur le bulletin d'information GéoSavoieSphère et les journées d'études bi-annuelles Géo'rizon). 
Il est titulaire d'un doctorat en géographie de l'université de Savoie (2005) sur la géographie des conflits et de l'acceptation sociale dans les Parcs Nationaux alpins français (Vanoise, Écrins, Mercantour). Sa thèse porte le titre Les zones centrales des Parcs Nationaux alpins français (Vanoise, Écrins, Mercantour) : des conflits au consensus social ?.
Il est spécialiste de la géographie des espaces protégés et de la géographie des conflits environnementaux. Il est également spécialiste de la géographie de l'espace alpin.
Il soutient son HDR le 18 mai 2016.
Depuis octobre 2016, avec Clarisse Didelon-Loiseau, il est codirecteur scientifique du Festival international de géographie. Ils succèdent à Béatrice Collignon et Philippe Pelletier.
Il est membre du laboratoire Edytem (Environnements, Dynamiques et Territoires de Montagne).

## Principales publications
- « Paysage », dans B. Claeyssen (coord.), avec C. Peyronnard et C. Floret, 2003 : Le Guide du Parc National de la Vanoise, Glénat, 224 p.
- Vanoise : 40 ans de Parc National ; bilan et perspectives, L’Harmattan, collection « Géographies en liberté », 434 p, 2004.
- La Meije, un haut lieu alpin, Éditions Gap, 104 p. (préface de R. Canac), 2007.
- Pralognan, capitale de la Vanoise, L’Edelweiss, 304 p, 2007 (direction)
- Avec S. Heritier (dir.), Les Parcs Nationaux dans le Monde. Protection, gestion et développement durable, Ellipses, collection « Carrefours », 328 p. (cahier couleur composé de 16 pages, 43 photos et cartes). (préface de Paul Arnould), 2008
- Réussir les nouvelles épreuves de géographie aux concours, SEDES, collection « Pour les concours », 233 p. avec  A. Monot (coord.), K. Marot, L. Rivault et D. Roquet, 2010
- Lionel Laslaz (dir.), Samuel Depraz, Sylvain Guyot, Stéphane Héritier et Alexandre Nicolas (cartographe), Atlas mondial des espaces protégés : les sociétés face à la nature, Paris, Autrement, coll. « Atlas-monde », 2012, 96 p. (ISBN 978-2-7467-1543-1, présentation en ligne)